# 八浄寺
八浄寺（はちじょうじ）は、兵庫県淡路市にある高野山真言宗の寺院。山号は蓮台山。本尊は阿弥陀如来。

## 歴史
応永年間（1394年 - 1428年）に開山・心了法師により阿弥陀如来像が作られ、それを本尊にして当寺は創建されたという。
その後、衰退したところ延宝年間（1673年 - 1681年）に盛奝上人が円融山浄満寺として中興するが、後に八幡神社別当寺の平松山八幡寺と合併し、蓮台山八浄寺と改称した。
淡路島七福神霊場の総本山として我国唯一の宝塔「瑜祇七福宝塔」が建立されている。
弘法大師空海の筆と伝えられる妙音弁財天を年ごとに場所を移してお祀りする淡路島の奇祭「回り弁天」発祥の寺である。
圓城寺は、当寺の奥の院である。

## 境内
- 本堂 - 1989年（平成元年）9月再建。本堂に安置されている日本一大きい木造の大黒天像は高さが2ｍ以上ある。
- 弥勒堂
- お砂踏み霊場 - 四国八十八箇所のお砂踏みができる。
- 弘法大師像
- 庫裏
- 大師堂
- 宝塔「瑜祇七福宝塔」- 1999年（平成11年）11月11日11時11分の大吉祥日に落慶。瑜祇七福宝塔は我国唯一の宝塔である。
- 宝塔心柱育ての根元 - ヒバで作られた宝塔の心柱のねっこ
- 山門（仏心開花の門）

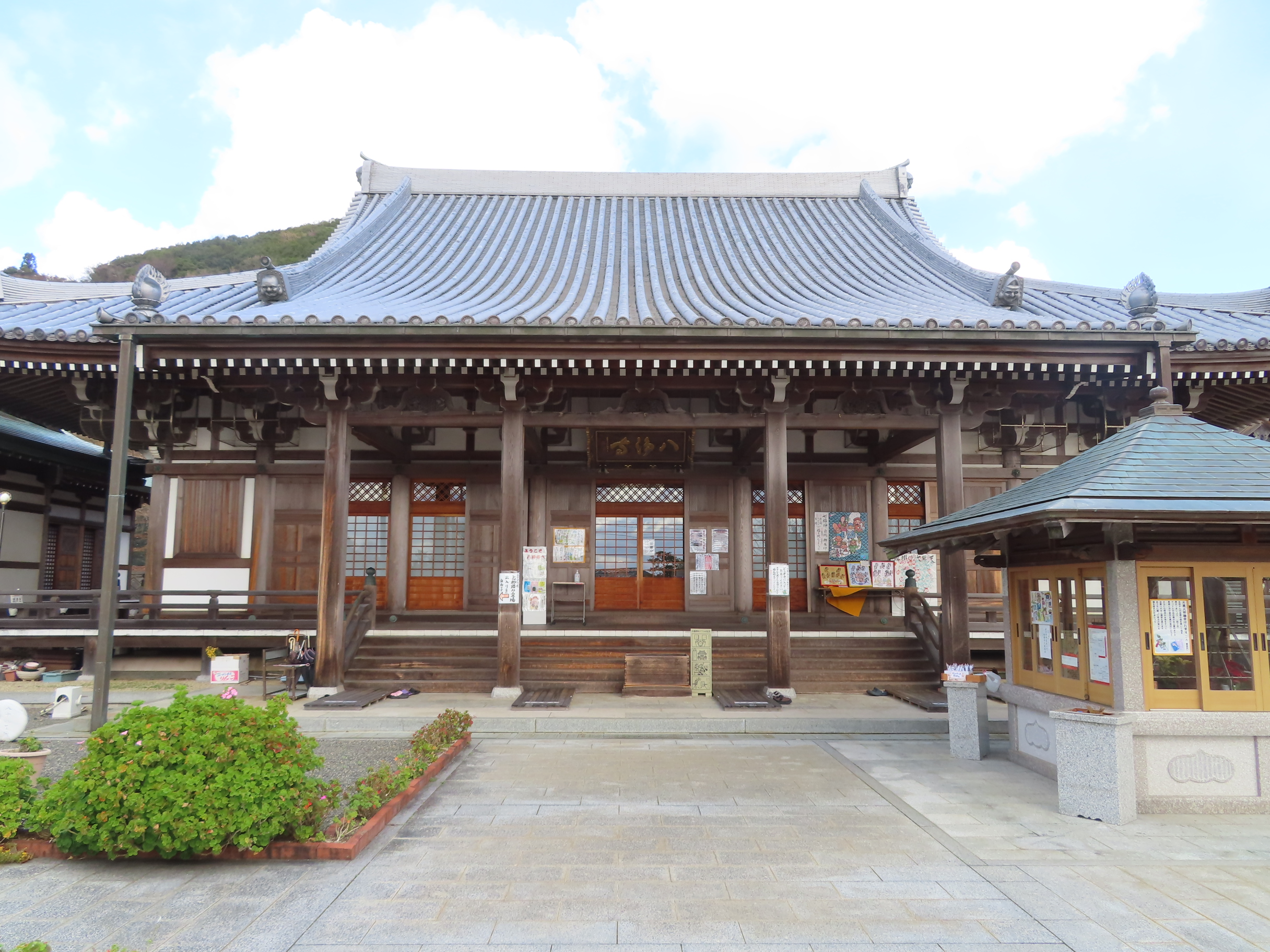
本堂
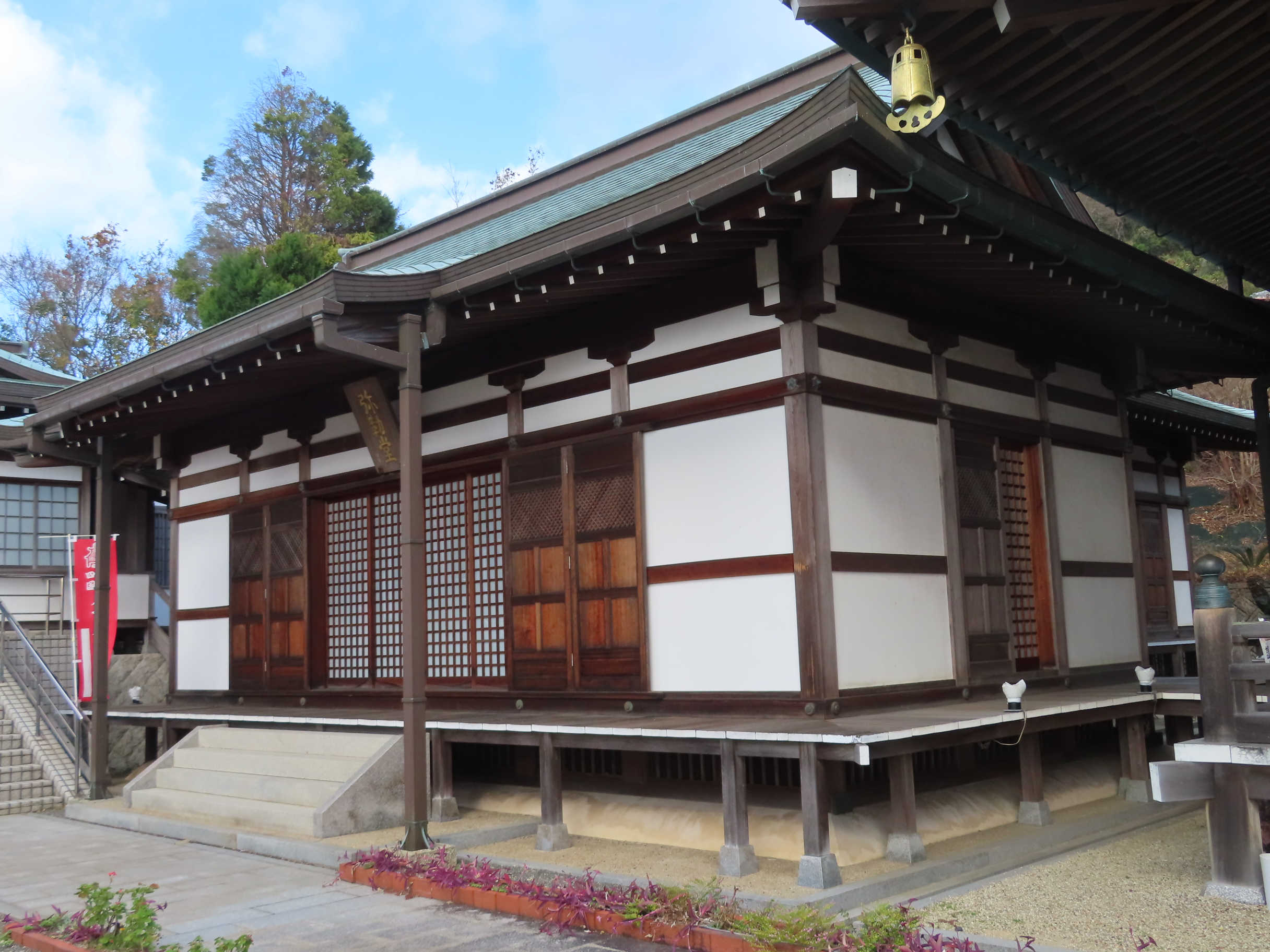
弥勒堂
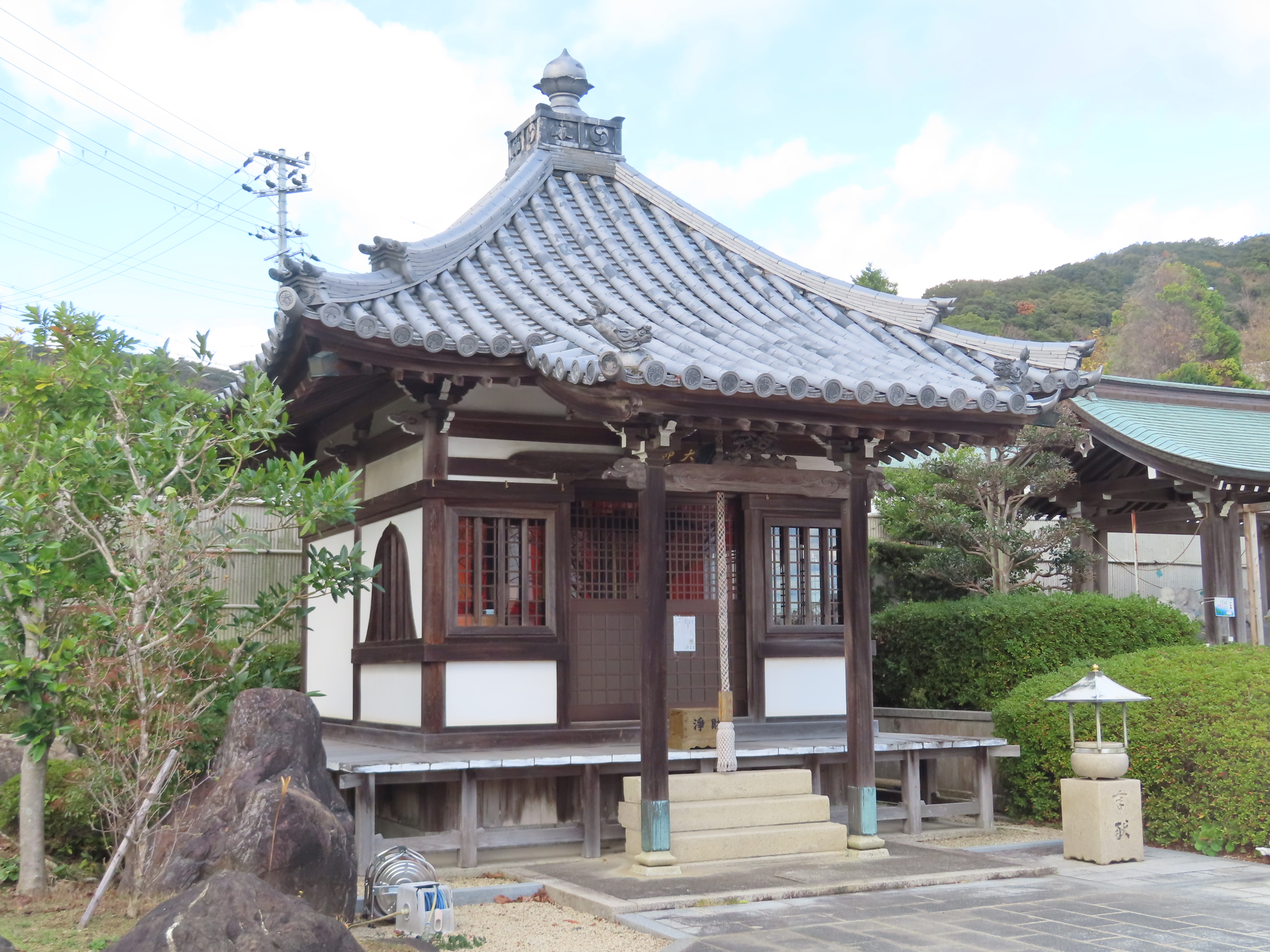
太師堂

## 前後の札所
淡路四国八十八ヶ所霊場
63 潮音寺　-　64 八浄寺　-　65 西明寺
淡路島七福神（大黒天）

## 所在地
- 兵庫県淡路市佐野834